# Serjania macrocarpa
Serjania macrocarpa är en kinesträdsväxtart som beskrevs av Standley & Steyerm.. Serjania macrocarpa ingår i släktet Serjania och familjen kinesträdsväxter. Utöver nominatformen finns också underarten S. m. glabricarpa.